# Musée d'Art Moderne de la ville de Paris
Musée d'Art moderne de la Ville de Paris (i daglig tale MAM Ville de Paris) er et fransk museum for
nutidskunst beliggende i Paris.
Museet er beliggende i palais de Tokyo, der blev opført til Verdensudstillingen i 1937. Museet blev indviet i 1961
og indeholder mere end 8.000 værker, der illustrerer forskellige kunstretninger i det 20. århundrede.